# Епархия Далата
Епархия Далата (лат. Dioecesis Dalatensis) — епархия Римско-Католической Церкви с центром в городе Далат, Вьетнам. Епархия Далата входит в митрополию Хошимина. Кафедральным собором епархии Далата является церковь святого Николая Мирликийского

## История
24 ноября 1960 года Римский папа Иоанн XXIII издал буллу «Quod venerabiles», которой учредил епархию Далата, выделив её из апостольского викариата Сайгона (сегодня — Архиепархия Хошимина) и апостольского викариата Контума (сегодня — Епархия Контума).

## Ординарии епархии
- епископ Симон Хоа Нгуен Ван Хьен (24.11.1960 — 5.09.1973);
- епископ Варфоломей Нгуен Шон Лам P.S.S.[1] (30.01.1975 — 23.03.1994) — назначен епископом Тханьхоа;
- епископ Пётр Нгуен Ван Нён (23.03.1994 — 22.04.2010);
- епископ Антоний Ву Хюи Тьыонг (1.03.2011 — по настоящее время).

## Источник
- Annuario Pontificio, Libreria Editrice Vaticana, Città del Vaticano, 2003, стр. 958, ISBN 88-209-7422-3
- Булла Quod venerabiles (лат.) // Acta Apostolicae Sedis. — Typis Polyglottis Vaticanis, 1961. — Num. 53. — P. 474. Архивировано 29 февраля 2012 года.